# Ridge Island
Ridge Island (in Argentinien Isla Caballete) ist eine in ihrer Form an einen Gebirgskamm (englisch ridge) erinnernde Insel, die etwa 5 km östlich der Pourquoi-Pas-Insel inmitten des Bourgeois-Fjords vor der Fallières-Küste des Grahamlands auf der Antarktischen Halbinsel liegt.
Entdeckt und deskriptiv benannt wurde sie von Teilnehmern der British Graham Land Expedition (1934–1937) unter der Leitung des australischen Polarforschers John Rymill. Die argentinische Benennung ist eine sinngemäße Übersetzung.